# Polycarena subtilis
Polycarena subtilis är en flenörtsväxtart som beskrevs av O.M. Hilliard. Polycarena subtilis ingår i släktet Polycarena och familjen flenörtsväxter. Inga underarter finns listade i Catalogue of Life.